# Saison 2020 de l'équipe cycliste Paule Ka
La saison 2020 de l'équipe cycliste Paule Ka, connue en début de saison sous le nom  Bigla-Katusha, est la septième de la formation depuis son retour au niveau professionnel en 2014. Si Cecilie Uttrup Ludwig, Julie Leth et Nicole Hanselmann quittent l'équipe, leur départ est compensée par l'arrivée de Clara Koppenburg, Marlen Reusser et Kathrin Stirnemann.
La saison par les soucis financiers. La société Paule Ka remplace Bigla en milieu de saison comme partenaire, avant d'être elle-même victime d'ennuis financiers. L'équipe s'arrête le 16 octobre.
L'équipe présente une très bonne performance d'ensemble avec de nombreuses coureuses apportant des résultats. Marlen Reusser confirme qu'elle est une des meilleures mondiales en contre-la-montre. Elle remporte le championnat de Suisse, est troisième des championnats d'Europe et deuxième des championnats du monde. Elle est aussi septième de Liège-Bastogne-Liège. Mikayla Harvey est une des révélations de la saison. Après des places sur les  Strade Bianche et la course by Le Tour de France, elle est cinquième et meilleure jeune du Tour d'Italie, puis septième de la Flèche wallonne. Elizabeth Banks est deuxième du Grand Prix de Plouay perdant au sprint face à Elizabeth Deignan. Elle gagne également une étape du Tour d'Italie. Leah Thomas est troisième des Strades bianche. Emma Norsgaard Jørgensen gagne le championnat du Danemark sur route.  Nikola Nosková celui de République tchèque du contre-la-montre. Niamh Fisher-Black gagne Gravel and Tar La Femme et championnat de Nouvelle-Zélande sur route. Marlen Reusser est vingtième du classement UCI et Mikayla Harvey dix-septième du World Tour. Paule Ka est cinquième du classement UCI et huitième du World Tour.

## Préparation de la saison

### Partenaires et matériel de l'équipe

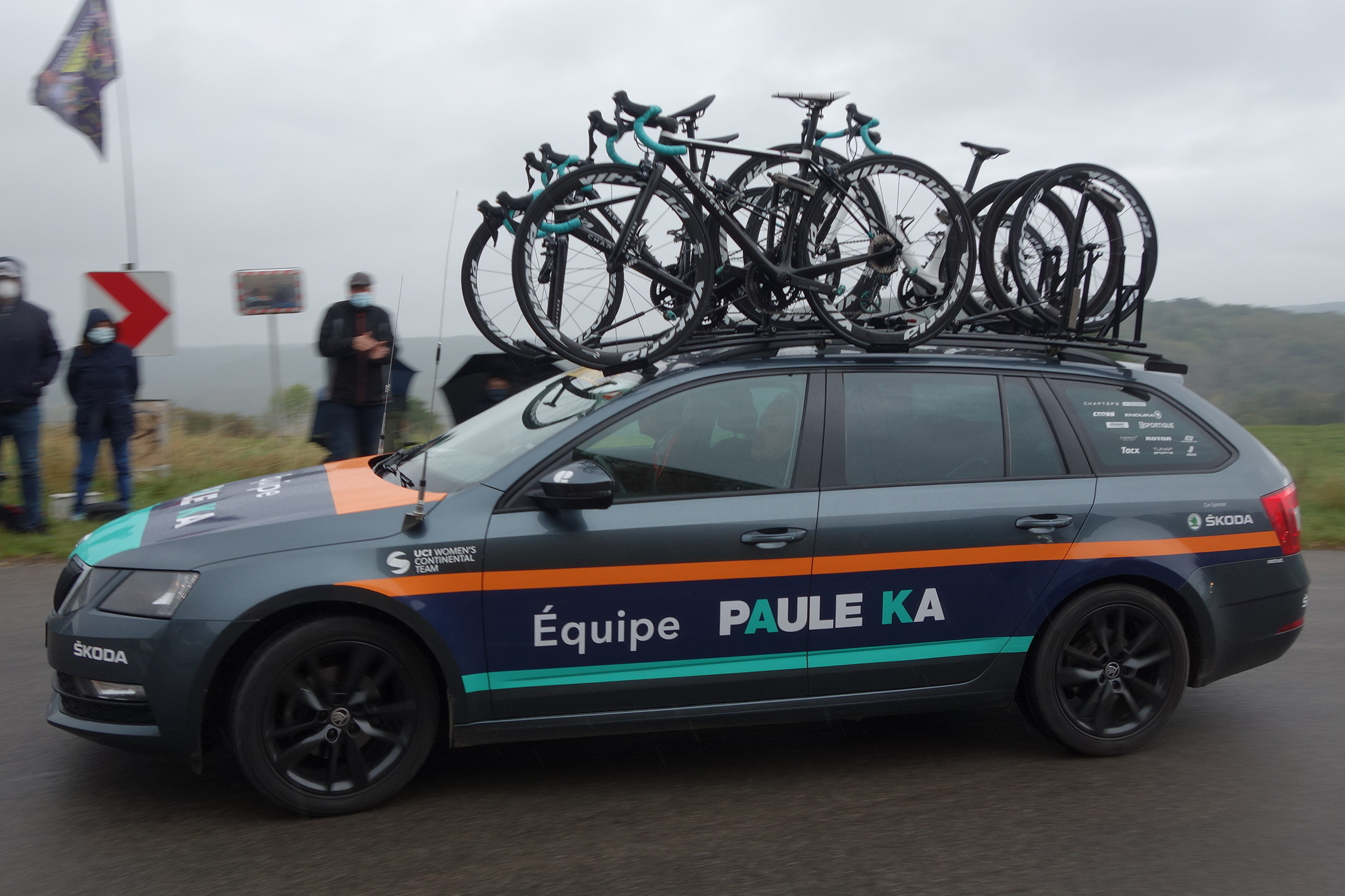
Voiture de l'équipe

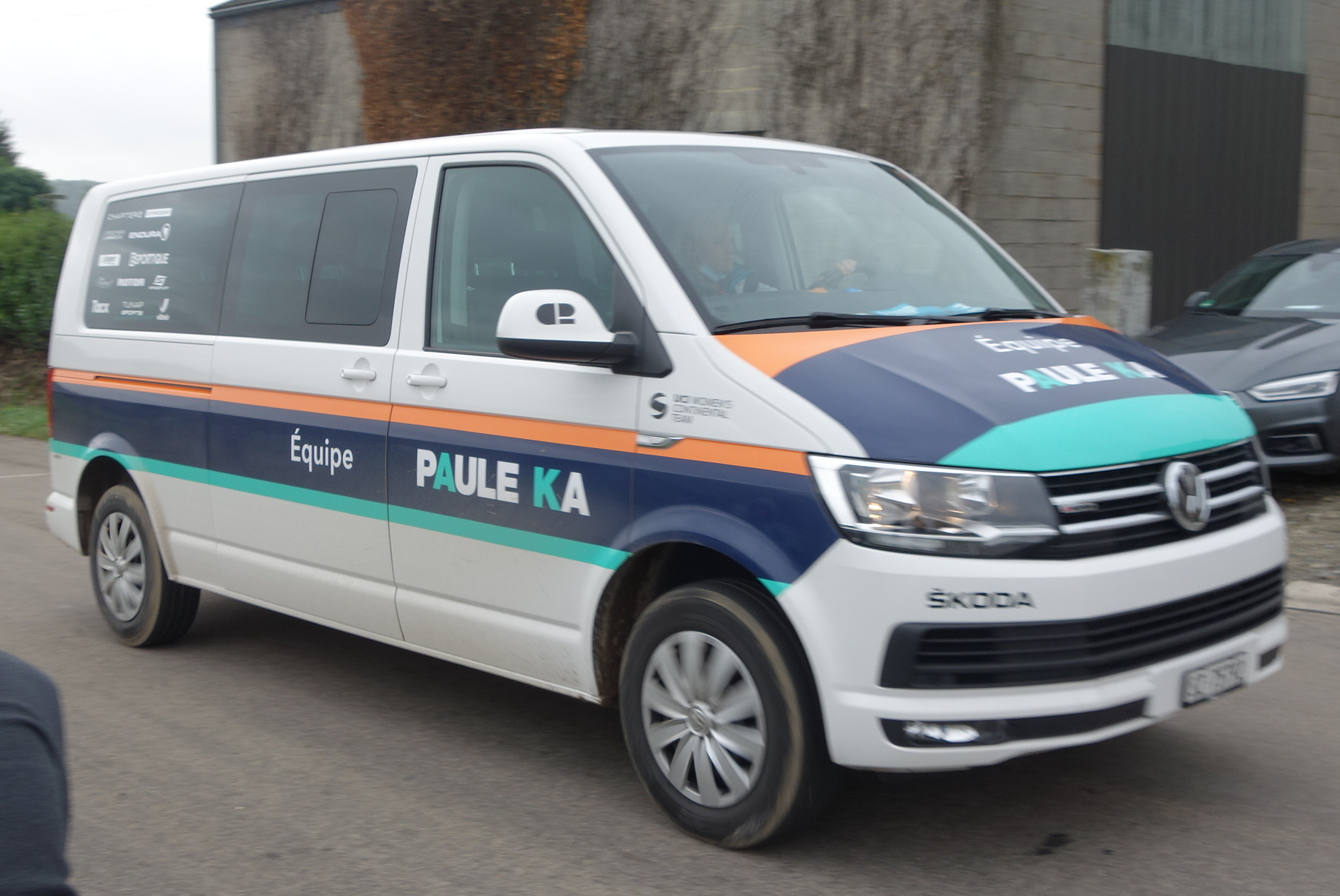
Véhicule de l'équipe

En juin 2020, les sponsors de l'équipe, Bigla et Katusha Sports, annoncent qu'ils retirent leur financement de l'équipe. La formation doit alors payer les salaires avec la garantie bancaire déposée à l'UCI au cours des mois précédents. Finalement, Paule Ka, une marque française de prêt-à-porter, est annoncée comme le nouveau sponsor en titre de l'équipe, signant un accord jusqu'à la fin de 2024,. Cependant, dès octobre 2020, des retards de paiements mettent en danger la survie de la structure qui doit puiser dans la garantie bancaire verser en début de saison, pour payer les salaires. L'équipe disparaît définitivement le 16 octobre 2020.

### Arrivées et départs
La grimpeuse allemande Clara Koppenburg est recrutée, tout comme la spécialiste du contre-la-montre suisse  Marlen Reusser. Kathrin Stirnemann devient elle professionnelle au sein de la formation.
Au niveau des départs, la leader des années précédentes Cecilie Uttrup Ludwig quitte l'équipe, tout comme la pistarde Julie Leth. Nicole Hanselmann, plusieurs fois championne de Suisse, s'en va également.
| Arrivées           | Équipe 2019         |
| ------------------ | ------------------- |
| Clara Koppenburg   | WNT                 |
| Marlen Reusser     | Néo-professionnelle |
| Kathrin Stirnemann | Néo-professionnelle |

| Départs               | Équipe 2020                        |
| --------------------- | ---------------------------------- |
| Nicole Hanselmann     | Doltcini-Van Eyck Sport            |
| Julie Leth            | WNT                                |
| Cecilie Uttrup Ludwig | FDJ-Nouvelle Aquitaine-Futuroscope |

## Effectif et encadrement

### Effectif
| Effectif 2020                     | Effectif 2020     | Effectif 2020    | Effectif 2020                                    |
| Cycliste                          | Date de naissance | Pays             | Équipe précédente                                |
| --------------------------------- | ----------------- | ---------------- | ------------------------------------------------ |
| Martina Alzini (1 janv.–31 mai)   | 10 février 1997   | Italie           | Astana Women's Team (2018)                       |
| Elizabeth Banks (1 janv.–31 oct.) | 7 novembre 1990   | Royaume-Uni      | UnitedHealthcare Women's Team (2018)             |
| Elise Chabbey                     | 24 avril 1993     | Suisse           | Cogeas-Mettler Pro Cycling Team (2018)           |
| Niamh Fisher-Black                | 12 août 2000      | Nouvelle-Zélande | Torelli-Assure (2019)                            |
| Mikayla Harvey                    | 7 septembre 1998  | Nouvelle-Zélande | Team Illuminate (2018)                           |
| Emma Norsgaard                    | 26 juillet 1999   | Danemark         | Team Rytger powered by Cykeltøj-Online.dk (2017) |
| Clara Koppenburg                  | 3 août 1995       | Allemagne        | WNT-Rotor Pro Cycling (2019)                     |
| Nikola Nosková                    | 1 juillet 1997    | Tchéquie         | Bepink (2018)                                    |
| Marlen Reusser                    | 20 septembre 1991 | Suisse           | Centre mondial du cyclisme (2019)                |
| Maria Vittoria Sperotto           | 20 novembre 1996  | Italie           | Bepink (2018)                                    |
| Kathrin Stirnemann                | 22 octobre 1989   | Suisse           |                                                  |
| Leah Thomas                       | 30 mai 1989       | États-Unis       | UnitedHealthcare Women's Team (2018)             |
| Sophie Wright                     | 15 mars 1999      | Royaume-Uni      | NCC Group-Kuota-Torelli (2018)                   |
|                                   |                   |                  |                                                  |
| Source : ProCyclingStats          |                   |                  |                                                  |

Portraits
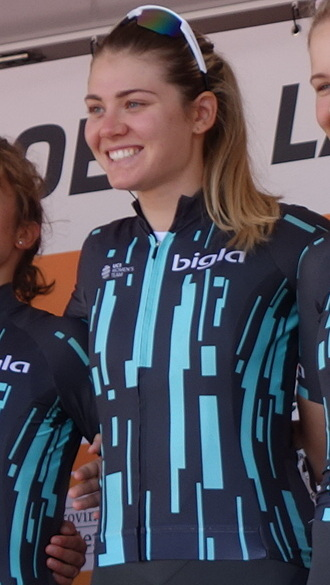
Martina Alzini en 2019
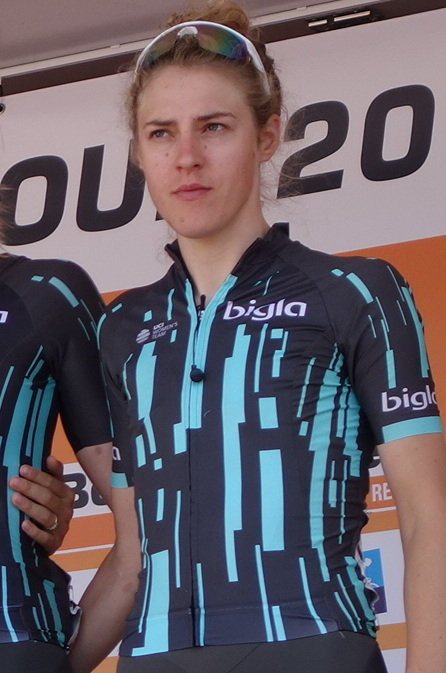
Lizzy Banks en 2019
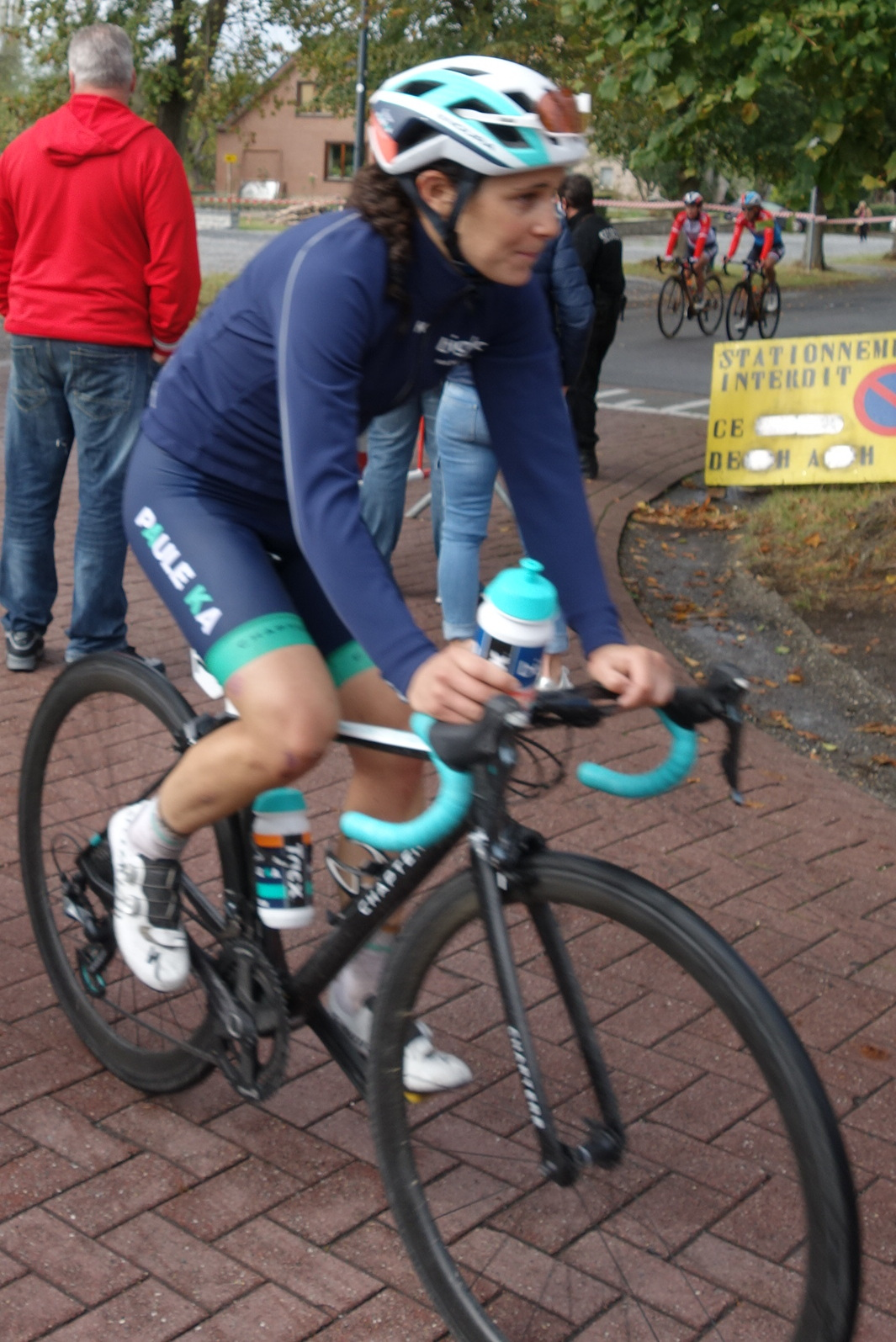
Elise Chabbey
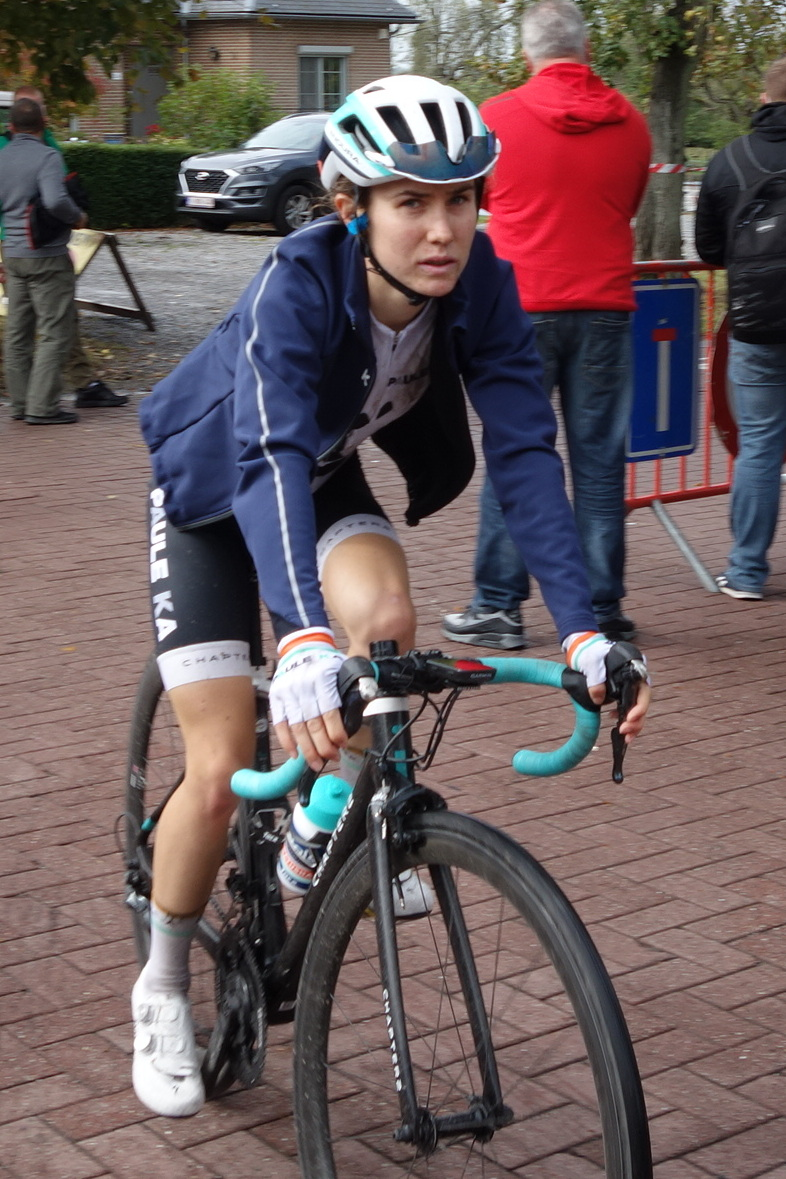
Niamh Fisher-Black
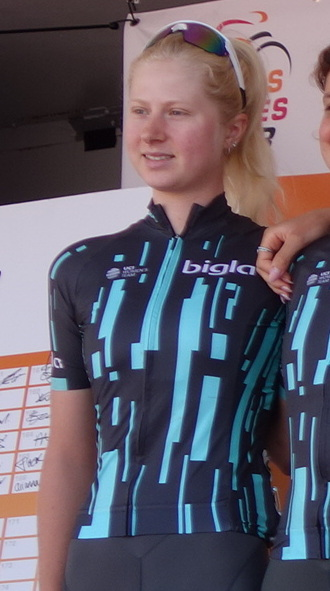
Mikayla Harvey en 2019
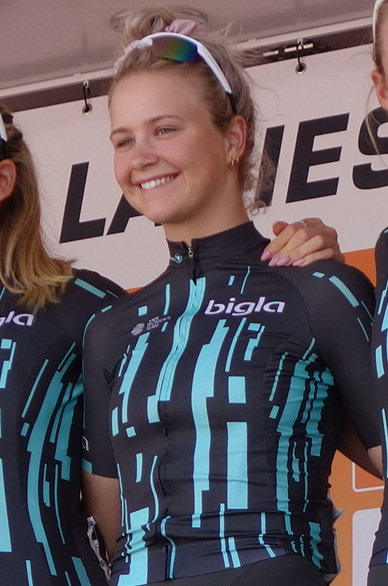
Emma Norsgaard Jørgensen en 2019
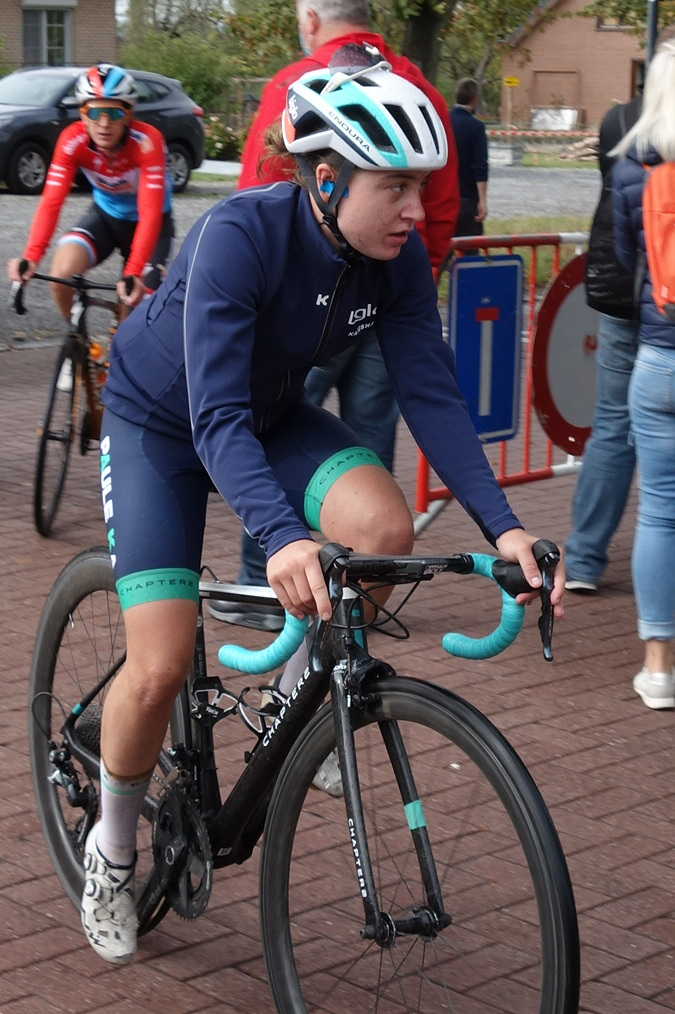
Nikola Nosková
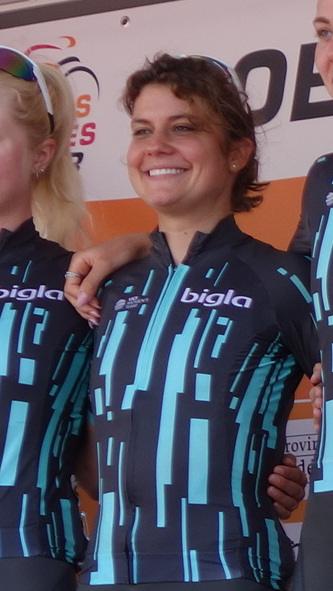
Leah Thomas en 2019
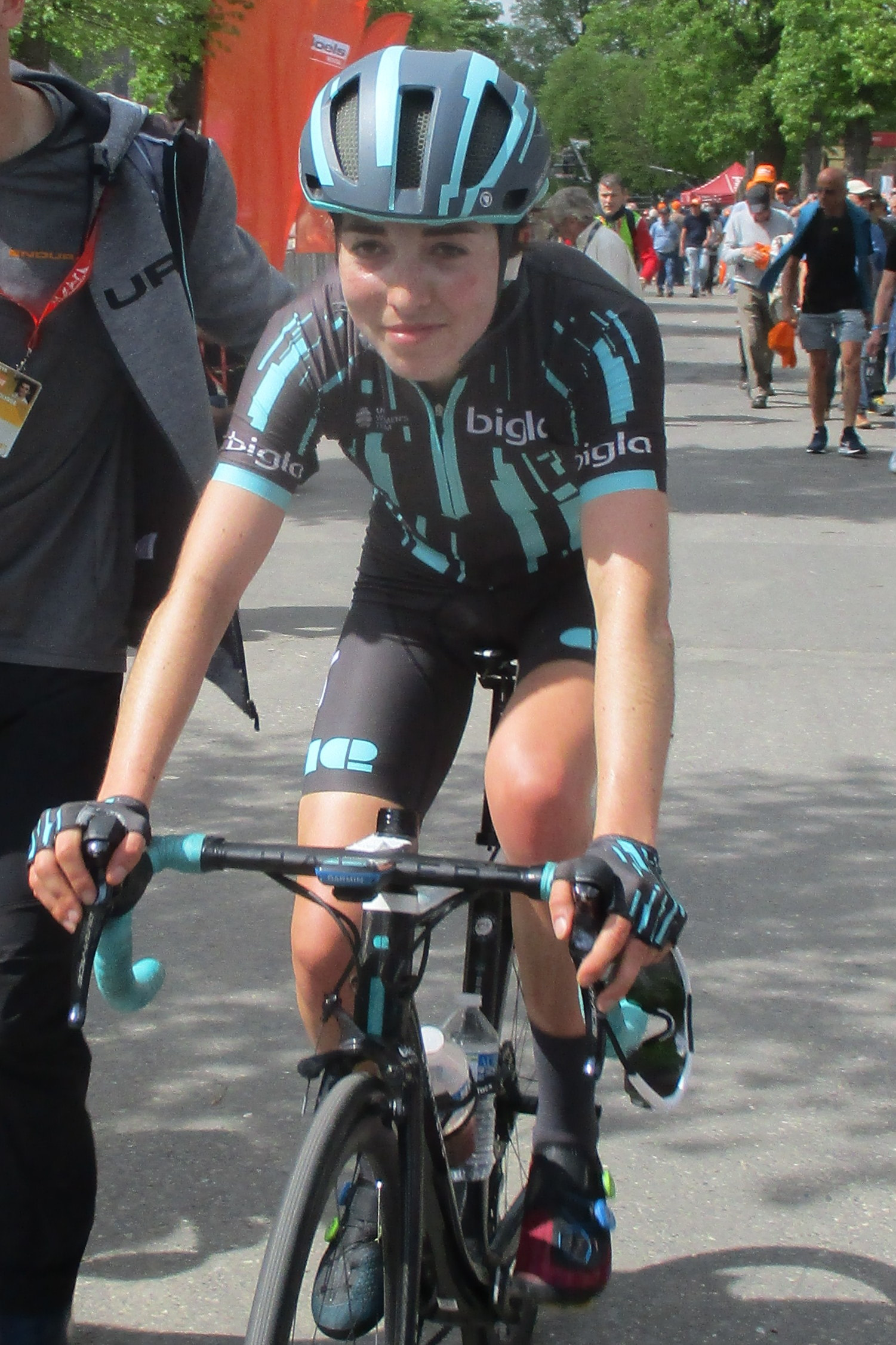
Sophie Wright en 2019

### Encadrement
Thomas Campana est le représentant de l'équipe auprès de l'UCI et son directeur sportif.

## Déroulement de la saison

### Janvier-février
En janvier, Niamh Fisher-Black s'impose sur le Gravel and Tar La Femme. Elle est ensuite championne de Nouvelle-Zélande sur route. Emma Norsgaard Jørgensen gagne la première étape de la Setmana Ciclista Valenciana et Leah Thomas la quatrième.
Au Circuit Het Nieuwsblad, Elizabeth Banks est dans le groupe qui se forme dans le Bosberg à la poursuite d'Annemiek van Vleuten. La Britannique est sixième de la course. Le lendemain, à l'Omloop van het Hageland, Emma Norsgaard Jørgensen est troisième du sprint derrière Lorena Wiebes et Marta Bastianelli.

### Juillet
Mi-juillet, Marlen Reusser devient championne de Suisse du contre-la-montre. 

### Août

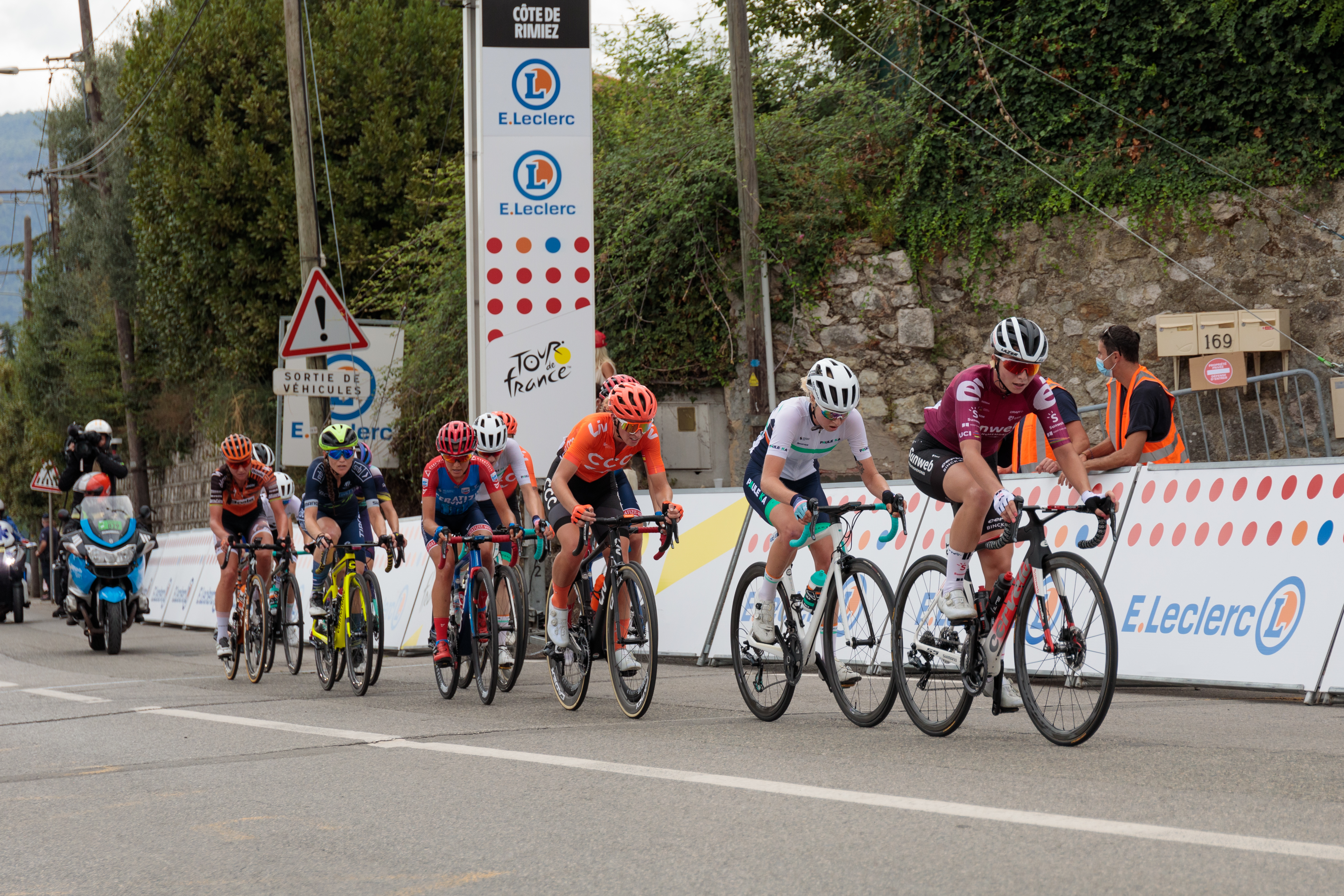
Groupe de poursuite lors de la Course by le Tour de France

Aux Strade Bianche, Leah Thomas est dans l'échappée de onze coureuses qui se forme peu avant le kilomètre cinquante. Mavi Garcia puis Annemiek van Vleuten attaquent durant la course et s'isolent à l'avant. Derrière, Leah Thomas qui a attaqué à dix kilomètres de l'arrivée, complète le podium. Mikayla Harvey est douzième.
Emma Norsgaard Jørgensen remporte le championnat du Danemark sur route, tandis que Nikola Nosková devient championne de République Tchèque du contre-la-montre.
Les championnats d'Europe se disputent en parallèle du Grand Prix de Plouay, sur le même circuit. Sur le contre-la-montre, Marlen Reusser est troisième, cinquante-neuf secondes derrière Anna van der Breggen. Elise Chabbey est douzième et Elizabeth Banks treizième. Au Grand Prix de Plouay, dans l'avant dernier tour, Marlen Reusser attaque sans succès. Une chute importante retarde les favorites. À trente-cinq kilomètres de l'arrivée, Elizabeth Banks place une offensive. Elle est suivie par Elizabeth Deignan. Dix kilomètres plus loin, leur avance est d'une minute. La victoire se joue au sprint entre les deux Britanniques. Elizabeth Deignan s'impose facilement, Elizabeth Banks est donc deuxième. Le lendemain, sur la course en ligne des championnats d'Europe, à trente-huit kilomètres de l'arrivée, Elise Chabbey chute et entraîne plusieurs favorites dont Marlen Reusser avec elle. Elise Chabbey termine quatorzième.
Sur la course by Le Tour de France, Mikayla Harvey prend la douzième place.

### Septembre

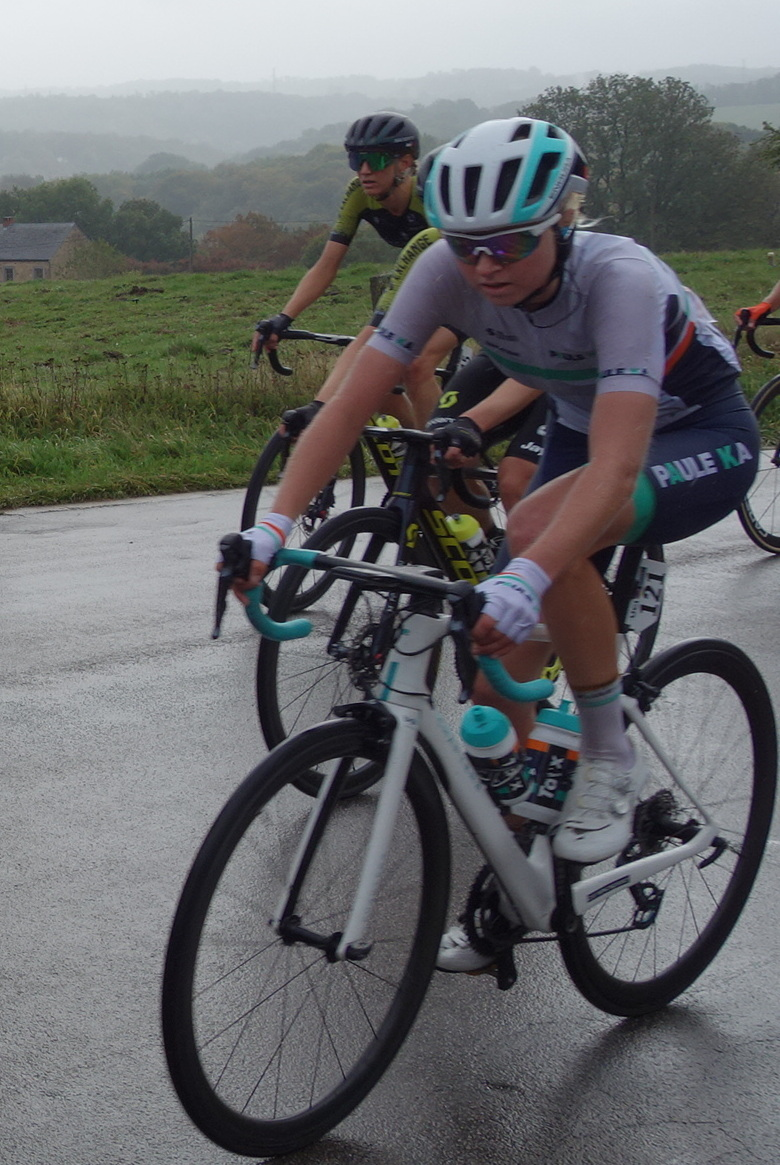
Mikayla Harvey sur la Flèche wallonne

Au Tour d'Italie, la formation Paule Ka est quatrième du contre-la-montre par équipes inaugural à dix secondes de la Trek-Segrafredo. Le lendemain, l'étape comporte des secteurs graviers. Mikayla Harvey se classe septième à trois minutes onze d'Annemiek van Vleuten. Elle s'empare du maillot blanc de la meilleure jeune. Sur la quatrième étape, Eugenia Bujak et Elizabeth Banks sortent à quatre-vingt-six kilomètres de l'arrivée. À soixante-dix kilomètres du but, elles possèdent déjà quatre minutes d'avance. L'ascension finale décide de la vainqueur, Elizabeth Banks décroche Eugenia Bujak et s'impose. Lors de la huitième étape, le vent scinde le peloton en trois parties en début d'étape. Mikayla Harvey est victime d'un incident mécanique, ce qui oblige son équipe à produire un effort pour la faire revenir sur le groupe de tête.  Dans la dernière ascension du jour. Mikayla Harvey parvient à suivre l'accélération d'Elisa Longo Borghini. Elle est par la suite distancée par Anna van der Breggen, mais termine à la troisième place à trente-et-une secondes de Longo Borghini. Sur l'ultime étape, au bout de dix kilomètres, Jelena Eric attaque dans une descente. Elle est rejointe par pas moins de vingt-six coureuses. Ce groupe connait quelques variations, mais au bout de trois tours, il a cinq minutes d'avance. Après plusieurs attaques, sept coureuses s'extraient : Niamh Fisher-Black, Evita Muzic, Juliette Labous, Katia Ragusa, Ellen Van Dijk, Erica Magnaldi et Sabrina Stultiens. Elles se disputent la victoire au sprint et Evita Muzic lève les bras devant Niamh Fisher-Black. Mikayla Harvey est cinquième du classement général et meilleure jeune. Elizabeth Banks est douzième.
Lors des championnats du monde, Marlen Reusser est deuxième du contre-la-montre quinze secondes derrière Anna van der Breggen. Emma Norsgaard Jørgensen est septième, Elizabeth Banks quinzième et Mikayla Harvey vingtième.

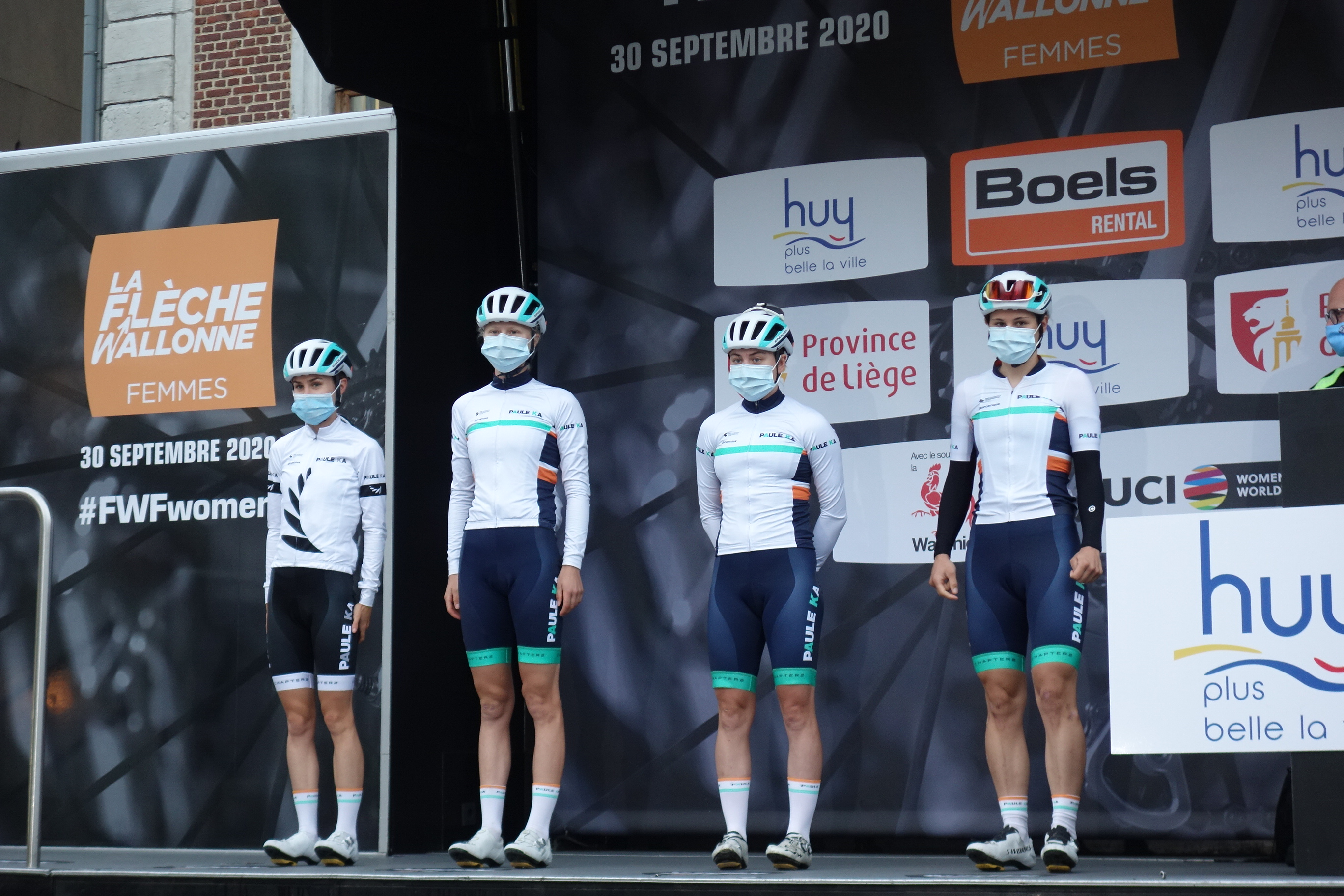
Équipe au départ de la Flèche wallonne

À la Flèche wallonne, à cinquante-deux kilomètres de l'arrivée, un groupe avec Elise  Chabbey sort. La tête du peloton revient dessus après le sommet du mur de Huy. À dix-neuf kilomètres de l'arrivée, Elise Chabbey repart à l'avant, mais sa tentative est de courte durée. Dans la montée finale, Mikayla Harvey prend la septième place. Sur la course en ligne, Marlen Reusser est dixième et Niamh Fisher-Black quinzième,.

### Octobre
À Liège-Bastogne-Liège, un groupe de huit favorites dont Marlen Reusser sort peu avant la côte de la Vecquée et n'est plus rejoint. La Suissesse se classe septième. 
À Gand-Wevelgem, aucune coureuse de l'équipe ne se trouve dans le groupe de tête après le mont Kemmel. Emma Norsgaard Jørgensen est quatorzième. L'équipe cesse subitement son activité juste avant le Tour des Flandres.

## Victoires

### Sur route
| Victoires | Victoires                                             | Victoires        | Victoires | Victoires          | Victoires |
| Date      | Course                                                | Pays             | Classe    | Vainqueur          |           |
| --------- | ----------------------------------------------------- | ---------------- | --------- | ------------------ | --------- |
| 25 janv.  | Gravel and Tar La Femme                               | Nouvelle-Zélande | 1.2       | Niamh Fisher-Black |           |
| 16 fév.   | Championnat de Nouvelle-Zélande sur route             | Nouvelle-Zélande | CN        | Niamh Fisher-Black |           |
| 20 fév.   | 1re étape de la Semaine cycliste valencienne          | Espagne          | 2.2       | Emma Norsgaard     |           |
| 23 fév.   | 4e étape de la Semaine cycliste valencienne           | Espagne          | 2.2       | Leah Thomas        |           |
| 12 juill. | Championnat de Suisse du contre-la-montre             | Suisse           | CN        | Marlen Reusser     |           |
| 20 août   | Championnat de République tchèque du contre-la-montre | Tchéquie         | CN        | Nikola Nosková     |           |
| 23 août   | Championnat du Danemark sur route                     | Danemark         | CN        | Emma Norsgaard     |           |
| 14 sept.  | 4e étape du Tour d'Italie                             | Italie           | 2.WWT     | Elizabeth Banks    |           |

### Résultats sur les courses majeures

#### World Tour
| Date             | #  | Course                            | Pays      | Meilleure classée        | Classement |
| ---------------- | -- | --------------------------------- | --------- | ------------------------ | ---------- |
| 1er février      | 1  | Cadel Evans Great Ocean Road Race | Australie | -                        | -          |
| 1er août         | 2  | Strade Bianche                    | Italie    | Leah Thomas              | 3e         |
| 22 août          | 3  | Grand Prix de Plouay              | France    | Elizabeth Banks          | 2e         |
| 29 août          | 4  | La course by Le Tour de France    | France    | Mikayla Harvey           | 12e        |
| 11 -19 septembre | 5  | Tour d'Italie                     | Italie    | Mikayla Harvey           | 5e         |
| 30 septembre     | 6  | Flèche wallonne                   | Belgique  | Mikayla Harvey           | 7e         |
| 4 octobre        | 7  | Liège-Bastogne-Liège              | Belgique  | Marlen Reusser           | 7e         |
| 11 octobre       | 8  | Gand-Wevelgem                     | Belgique  | Emma Norsgaard Jørgensen | 14e        |
| 18 octobre       | 9  | Tour des Flandres                 | Belgique  | -                        | -          |
| 20 octobre       | 10 | Trois Jours de la Panne           | Belgique  | -                        | -          |
| 6-8 novembre     | 11 | La Madrid Challenge by La Vuelta  | Espagne   | -                        | -          |

Mikayla Harvey est dix-septième du classement individuel. Paule Ka est huitième du classement par équipes.

#### Grand tour
| Grand tour            | Tour d'Italie                               |
| --------------------- | ------------------------------------------- |
| Coureuse (classement) | Mikayla Harvey (5e)                         |
| Accessits             | 1 étape et classement de la meilleure jeune |

## Classement mondial
| Classement UCI | Classement UCI          | Classement UCI   | Classement UCI |
| Coureuse       | Coureuse                | Pays             | Points         |
| -------------- | ----------------------- | ---------------- | -------------- |
| 20e            | Marlen Reusser          | Suisse           | 658 pts        |
| 26e            | Mikayla Harvey          | Nouvelle-Zélande | 552 pts        |
| 28e            | Elizabeth Banks         | Royaume-Uni      | 509 pts        |
| 34e            | Emma Norsgaard          | Danemark         | 411 pts        |
| 42e            | Niamh Fisher-Black      | Nouvelle-Zélande | 337 pts        |
| 47e            | Leah Thomas             | États-Unis       | 304 pts        |
| 51e            | Elise Chabbey           | Suisse           | 287 pts        |
| 78e            | Clara Koppenburg        | Allemagne        | 163 pts        |
| 148e           | Nikola Nosková          | Tchéquie         | 100 pts        |
| 290e           | Kathrin Stirnemann      | Suisse           | 41 pts         |
| 636e           | Maria Vittoria Sperotto | Italie           | 5 pts          |

Paule Ka est cinquième du classement par équipes.